# Н’Динга, Дельвин
Дельвин Шанель Н’Динга (фр. Delvin Chanel N'Dinga; 14 марта 1988, Пуэнт-Нуар, Республика Конго) — конголезский футболист, полузащитник сборной Республики Конго.
Игрок мальтийского футбольного клуба Бальцан.

## Клубная карьера

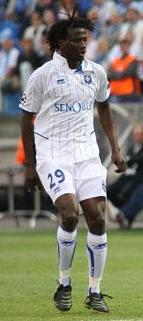
Н’Динга в составе «Осера»

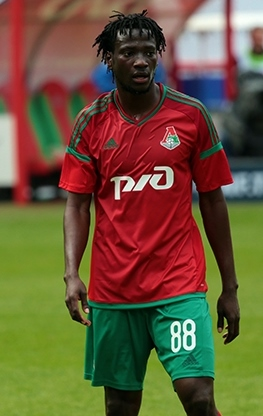
Н’Динга в составе «Локомотива»

Н’Динга — воспитанник клуба «Осер». С 2005 года он выступал за дублирующую команду. 1 марта 2009 года в матче против «Тулузы» Дельвин дебютировал в Лиге 1. 21 ноября в поединке против «Монако» Н’Динга забил свой первый гол за команду. В 2012 году Дельвин перешёл в «Монако», который по итогам сезона вылетел в Лигу 2. 3 августа в матче против «Лаваля» он дебютировал за «монегасков». По итогам сезона Н’Динга помог команде вернуться в элиту. Из-за серьёзного укрепления в межсезонье Дельвин был отдан в аренду в греческий «Олимпиакос». 22 сентября в матче против «Панатинаикоса» он дебютировал в греческой Суперлиге. В первом же сезоне Н’Динга стал чемпионом Греции. По окончании аренды руководство клуба из Пирея выкупило трансфер Дельвина. В 2015 году Н’Динга вновь стал чемпионом и завоевал Кубок Греции.
Летом того же года Дельвин перешёл в московский «Локомотив» на правах аренды с правом выкупа. 27 июля в матче против «Анжи» он дебютировал в РФПЛ, заменив во втором тайме Тараса Михалика. 11 мая 2016 года было сообщено, что руководство «Локомотива» выкупило права на игрока. Летом 2017 Н’Дингой начали интересоваться два турецких клуба Галатасарай и Сивасспор. Однако отмечается что Дельвин очень хотел остаться в Локомотиве, но из-за конфликта с главным тренером Сёминым был вынужден уйти.
Летом 2017 года Н’Динга перешёл в турецкий «Сивасспор», подписав контракт на два года. 17 сентября в матче против «Османлыспора» он дебютировал в турецкой Суперлиге. 4 февраля 2018 года в поединке против «Галатасарая» Дельвин забил свой первый гол за «Сивасспор».

## Международная карьера
8 июня 2007 года в матче отборочного турнира чемпионата мира в ЮАР против сборной Судана Н’Динга дебютировал за сборную Республики Конго
В начале 2015 года Дельвин попал в заявку сборной на участие в Кубке Африки в Экваториальной Гвинее. На турнире он сыграл в матчах против команд Экваториальной Гвинеи, Габона, Буркина-Фасо и ДР Конго.

### Голы за сборную Конго
| #   | Дата           | Место                             | Противник | Счёт | Результат | Соревнование                     |
| --- | -------------- | --------------------------------- | --------- | ---- | --------- | -------------------------------- |
| 01. | 14 ноября 2015 | Аддис-Абеба, Аддис-Абеба, Эфиопия | Эфиопия   | 1:3  | 3:4       | Чемпионат мира 2018 квалификация |

## Достижения
«Монако»
- Чемпион Лиги 2 — 2012/13

«Олимпиакос»
- Чемпион Греции (2): 2013/14, 2014/15
- Обладатель Кубка Греции: 2014/15

«Локомотив» (Москва)
- Обладатель Кубка России: 2016/17